# Finnország régiói
Finnország területe 19 régióra (finnül maakunta, svédül landskap) van osztva. A régiókat a regionális tanácsok igazgatják, melyek a régió településeinek együttműködési szerveként is szolgálnak. A tanácsok leginkább fejlesztési, tervezési és oktatási kérdésekkel foglalkozik, valamint az egészségügyi rendszer is a régiókra van építve. A tanács képviselőit a helyi önkormányzatok választják, ez alól egyedül Kainuu és Åland kivétel, ott a lakosság választja meg őket a regionális választásokon.
A legnépesebb régió Uusimaa 1,6 millió lakossal, a legkisebb lakosságú pedig Åland 29 000 fős népességgel (2014).
A régiók jobban tükrözik a nyelvjárási, kulturális és gazdasági különbözőségeket, mint Finnország történelmi tartományai (lääni), melyek tisztán adminisztratív területei voltak a központi kormányzatnak.
2010-ben hat Regionális Közigazgatási Hivatal (finnül aluehallintovirasto, svédül regionförvaltningsverk) jött létre, mindegyik egy nagyobb tartományért felelős. Ezek a térségek egy vagy több régiót foglalnak magukba. 2011 óta az addigi Kelet-Uusimaa (Itä-Uusimaa) tartomány Uusimaa tartomány részét képezi.

## Régiók és a székhelyei
|     |                         | Név (finnül / svédül)                                     | Székhely (finnül / svédül) | Térkép            |     |                          | Név (finnül / svédül)                                   | Székhely (finnül / svédül) |
| --- | ----------------------- | --------------------------------------------------------- | -------------------------- | ----------------- | --- | ------------------------ | ------------------------------------------------------- | -------------------------- |
| 1.  | Åland címere            | Åland (Ahvenanmaa / Åland)                                | Maarianhamina / Mariehamn  | Finnország régiói | 11. | Pirkanmaa címere         | Pirkanmaa (Pirkanmaa / Birkaland)                       | Tampere / Tammerfors       |
| 2.  | Dél-Karélia címere      | Dél-Karélia (Etelä-Karjala / Södra Karelen)               | Lappeenranta               | Finnország régiói | 12. | Pohjanmaa címere         | Pohjanmaa (Pohjanmaa / Österbotten)                     | Vaasa / Vasa               |
| 3.  | Dél-Pohjanmaa címere    | Dél-Pohjanmaa (Etelä-Pohjanmaa / Södra Österbotten)       | Seinäjoki                  | Finnország régiói | 13. | Észak-Karélia címere     | Észak-Karélia (Pohjois-Karjala / Norra Karelen)         | Joensuu                    |
| 4.  | Dél-Savo címere         | Dél-Szavónia (Etelä-Savo / Södra Savolax)                 | Mikkeli / S:t Michel       | Finnország régiói | 14. | Észak-Pohjanmaa címere   | Észak-Pohjanmaa (Pohjois-Pohjanmaa / Norra Österbotten) | Oulu / Uleåborg            |
| 5.  | Kainuu címere           | Kainuu (Kainuu / Kajanaland)                              | Kajaani / Kajana           | Finnország régiói | 15. | Észak-Savo címere        | Észak-Szavónia (Pohjois-Savo / Norra Savolax)           | Kuopio                     |
| 6.  | Kanta-Häme címere       | Kanta-Häme (Kanta-Häme / Egentliga Tavastland)            | Hämeenlinna / Tavastehus   | Finnország régiói | 16. | Päijät-Häme címere       | Päijät-Häme (Päijät-Häme / Päijänne Tavastland)         | Lahti / Lahtis             |
| 7.  | Közép-Pohjanmaa címere  | Közép-Pohjanmaa (Keski-Pohjanmaa / Mellersta Österbotten) | Kokkola / Nykarleby        | Finnország régiói | 17. | Satakunta címere         | Satakunta (Satakunta)                                   | Pori / Björneborg          |
| 8.  | Közép-Finnország címere | Közép-Finnország (Keski-Suomi / Mellersta Finland)        | Jyväskylä                  | Finnország régiói | 18. | Uusimaa címere           | Uusimaa (Uusimaa / Nyland)                              | Helsinki / Helsingfors     |
| 9.  | Kymenlaakso címere      | Kymenlaakso (Kymenlaakso / Kymmenedalen)                  | Kouvola                    | Finnország régiói | 19. | Valódi Finnország címere | Valódi Finnország (Varsinais-Suomi / Egentliga Finland) | Turku / Åbo                |
| 10. | Lappföld címere         | Lappföld (Lappi / Lappland)                               | Rovaniemi                  | Finnország régiói |     |                          |                                                         |                            |

## Külső hivatkozások
- Finnország Regionális Tanácsai Archiválva 2010. január 10-i dátummal a Wayback Machine-ben – Hivatalos honlap
- Regionális Közigazgatási Hivatal